# كيكو (كاتب)
كيكو (باليابانية: 小室 桂子 ) (و. 1972  م) هي كاتِبة، وشاعرة غنائية، ومغنية يابانية، ولدت في أوسوكي، أويتا.
.

## روابط خارجية
- كيكو على موقع ميوزك برينز (الإنجليزية)
- كيكو على موقع ميوزك برينز (الإنجليزية)
- كيكو على موقع ديسكوغز (الإنجليزية)